# NGC 7839
NGC 7839 је двојна звезда у сазвежђу Пегаз која се налази на NGC листи објеката дубоког неба.
Деклинација објекта је + 27° 38' 10" а ректасцензија 0h 7m 0,7s. Привидна величина (магнитуда) објекта NGC 7839 износи 14,6.